# Ljubljanica

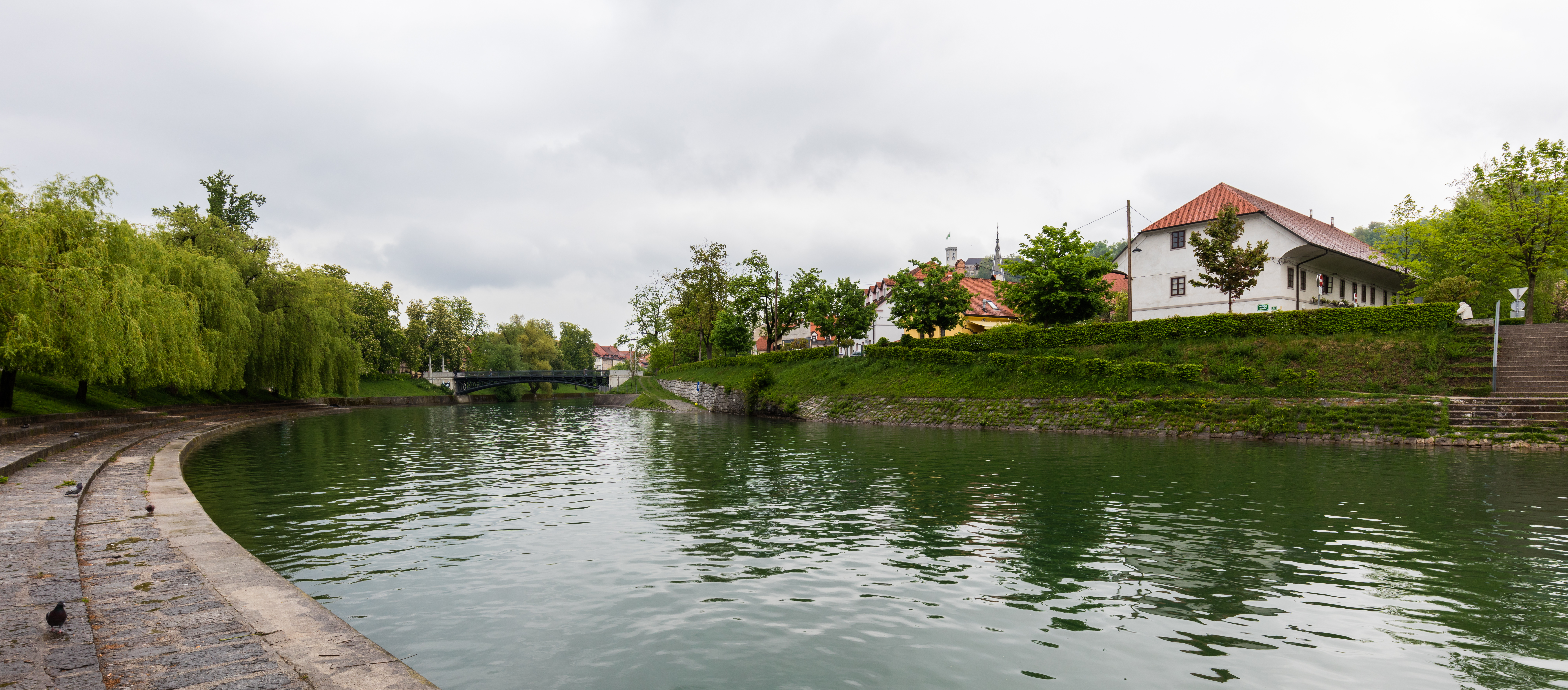
A su paso por el distrito de Trnovo (Liubliana).

El Ljubljanica es un río esloveno que tiene su fuente cerca de Vrhnika. Atraviesa la ciudad capital de Eslovenia, Liubliana. Tiene 11 pozos y el llamado Močilnik está considerado como principal de ellos. Antes de entrar en la ciudad pasa por el famoso embalse de Liubliana, que existe desde la antigüedad. Su superficie es de 41 km² y su cuenca mide más de 1779 km². Es un afluente derecho de Sava que se une al este río a Podgrad. Como la ruta acuática comporta más ríos de diferentes nombres se llama poéticamente también el río de siete nombres, que son:
- Trbuhovica
- Obrh
- Stržen
- Rak
- Pivka
- Unica
- Ljubljanica

Entre en 1762 y 1780 el reconocido científico y jesuita Matija Grubar construyó el canal de Grubar para evitar las frecuentes inundaciones. El Ljubljanica es navegable por barcos turísticos y los barcos grandes no pueden fondear. 
Este río se menciona también en un poema de France Prešeren, llamado "Povodni mož" (El hombre subacuático).